# Ante Juric
Ante Juric (ur. 11 listopada 1973 w Canberze) – australijski piłkarz pochodzenia chorwackiego występujący na pozycji obrońcy.

## Kariera klubowa
Juric seniorską karierę rozpoczął w 1991 roku w zespole Canberra Deakin z ligi stanu Nowa Południowa Walia. W 1993 roku trafił do Melbourne Knights z National Soccer League. W 1994 roku wywalczył z nim wicemistrzostwo tych rozgrywek. Po tym sukcesie odszedł do Fawkner Blues z Victorian Premier League. Jednak jeszcze w 1994 roku wrócił do NSL, zostając graczem klubu Sydney Olympic. Spędził w nim rok.
W 1995 roku Juric przeszedł do portugalskiego trzecioligowca, Benfica Castelo Branco. W 1996 roku wrócił do Australii, do Canberry Cosmos z NSL. Następnie występował na przemian w APIA Leichhardt Tigers z ligi regionalnej oraz w Sydney Olympic z NSL. W 2001 roku podpisał kontrakt z norweskim Molde FK z 1. divisjon. Grał tam do końca tamtego roku.
Potem Juric wrócił do Sydney Olympic. W 2003 roku wyjechał do Malezji, by grać w tamtejszym Johor FA. Następnie grał w Sydney Olympic, malezyjskim Pahang FA, Sydney United oraz Penrith Nepean United, gdzie w 2008 roku zakończył karierę.

## Kariera reprezentacyjna
W reprezentacji Australii Juric zadebiutował 8 lipca 2002 roku w wygranym 11:0 meczu Pucharu Narodów Oceanii z Nową Kaledonią. 10 lipca 2002 roku w wygranym 8:0 pojedynku tego samego turnieju z Fidżi strzelił pierwszego gola w kadrze. W drużynie narodowej rozegrał 4 spotkania i zdobył 1 bramkę, wszystkie podczas tamtego Pucharu Narodów Oceanii, zakończonego przez Australię na 2. miejscu.